# Adrien-François Servais
Adrien-François Servais (Halle, 6 de juny de 1807 - 22 de novembre de 1866) fou un violoncel·lista i compositor belga.

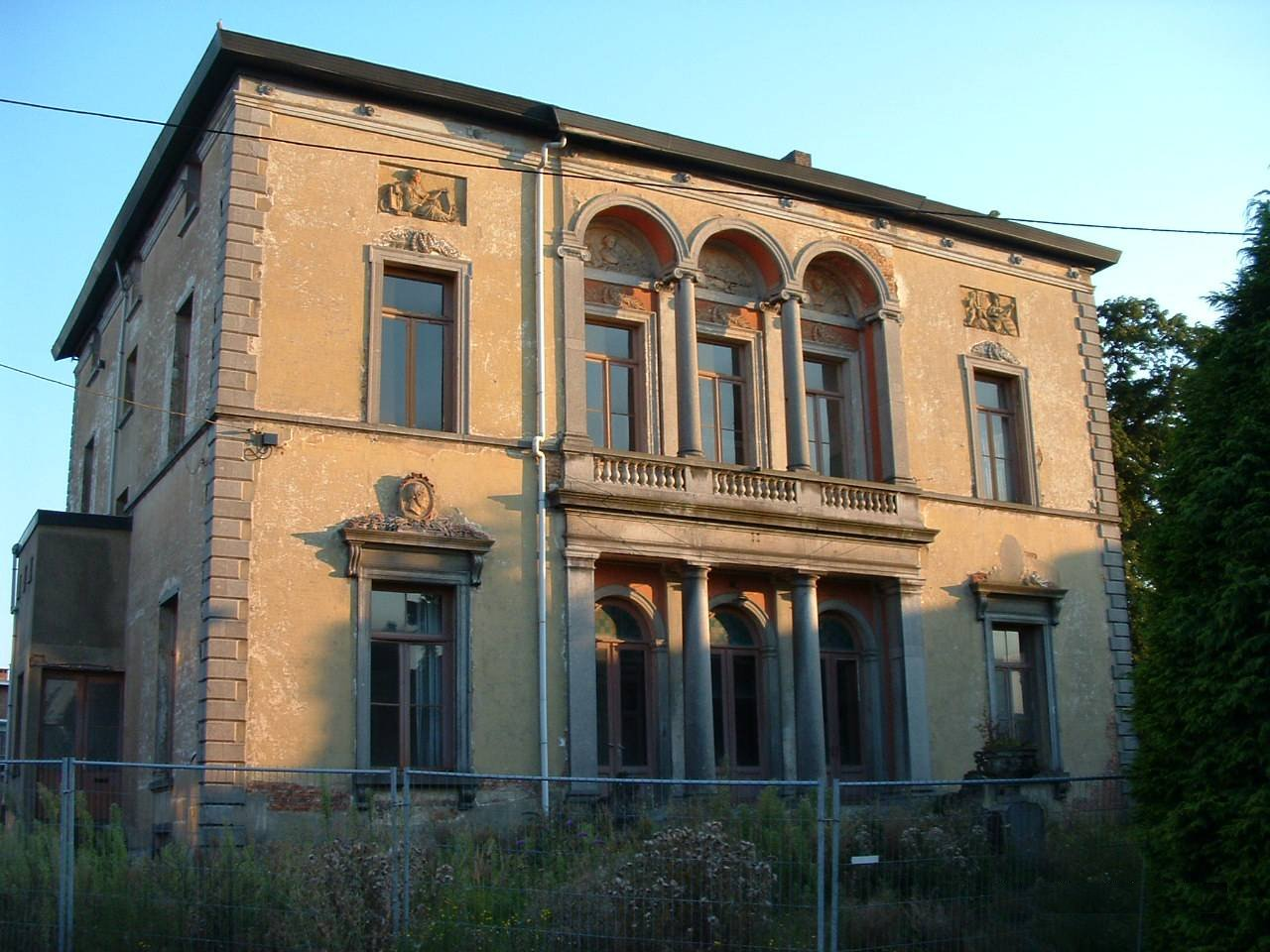
Vil·la Servais a Halle

Va rebre les primeres lliçons del seu pare, el qual també era músic, i després entrà al Conservatori de Brussel·les, on fou deixeble de Platel. Donà el seu primer concert a París, amb gran èxit, i per consell de Fétis emprengué un viatge per Europa, i de 1834 a 1848 visità Anglaterra, Suècia, Alemanya i Rússia, mereixent que se l'anomenés el Paganini del violoncel.
El 1848 fou nomenat professor d'aquest instrument en el Conservatori de Brussel·les, on tingué entre altres alumnes l'Ernest De Munck en Lange i en José Parada y Barreto.
Va adoptar en François Servais (1846-1901) que fou escriptor i músic.
Va compondre 3 concerts i 16 fantasies per a violoncel i piano, i violí i violoncel.

## El seu fill
El seu fill Joseph (Halle, 1850-1885), fou deixeble del seu pare i també es dedicà al violoncel. Després de fer diversos viatges com a concertista, el 1869 entrà en l'orquestra de l'Òpera de Weimar i, finalment, fou professor de violoncel del Conservatori de Brussel·les, on entre d'altres alumnes tingué a Edward Jacobs i, al napolità Ottavio Di Picolellis.